# Marmolada
Marmolada är det högsta berget i Dolomiterna, Italien. Det glaciärbelagda berget är 3343 meter högt.
Vid berget finns en skidort som är en av få orter i Italien som erbjuder sommarskidåkning. Orten tillhör Dolomiti Super Ski.
Bergsryggen består av flera toppar som minskar i höjd från väst till öst: Punta Penia (3343 m), Punta Rocca (3309 m), Punta Ombretta (3230 m), Monte Serauta (3069 m), och Pizzo Serauta (3035 m). En kabinbana går till toppen av Punta Rocca, vilket gör det möjligt för skid- och snowboardåkare att åka ner i dalen. Nedfarten är 12 km lång med 1900 m fallhöjd. Marmolada nås från Arabba som en avstickare på rundturen Sellaronda.
Före första världskriget gick gränsen mellan Österrike och Italien över Marmolada, så berget utgjorde en del av italienska frontlinjen. Österrikiska soldater inkvarterades i djupa tunnlar borrade i norra sidans glaciär och italienska soldater inkvarterades på den södra sidans steniga branter. I samband med dessa fientligheter skedde också den största lavinolyckan i alpin historia. Den 13 december 1916 dödade en våtsnölavin cirka 300 soldater. Vid glaciärens reträtt upptäcks fortfarande ibland soldaternas kvarlevor och tillhörigheter.